# Supernova (banda)
Supernova es una banda de pop chilena compuesta por Constanza Lüer y Constanza Lewin, y que fue creada por la dupla de productores Cristián Heyne y Koko Stambuk, conocidos como «Packman», quienes fueron influenciados directamente por el fenómeno de las boy band y el pop adolescente de finales de la década de 1990.
Tuvo dos formaciones entre sus años de actividad, lanzando su álbum debut Supernova en 1999 con las primeras integrantes y un segundo álbum llamado Retráctate en 2002 con el segundo trío de integrantes, con este segundo disco lograron una nominación a los Grammy Latino. En 2007 hicieron un reencuentro fugaz para realizar una presentación en vivo con la agrupación original, luego esto se volvería a repetir con presentaciones esporádicas en los siguientes años.

## Carrera

### Primera formación
Para su primera etapa, entre 1999 y 2001, Supernova estuvo compuesta por Constanza «Coni» Lewin (n. 1982), Elisa Montes y Consuelo «Chi-K» Edwards, lanzando su álbum debut homónimo bajo el sello discográfico BMG, con el cual encabezaron las listas de ventas de Chile a finales de 1999, de este disco se desprenden exitosos sencillos como «Toda la noche», «Maldito amor», «Tú y yo» y «Sin ti soy un fantasma», el segundo de estos a su mayor éxito comercial alcanzado por alguna de sus canciones, llegando al número uno en el país y convirtiéndose en un icono de la música popular chilena, además de ser llamado como el gran «placer culpable» de la música nacional.
El disco Supernova, fue certificado en 2000 con doble disco de platino por sus grandes ventas que llegaron a superar las 45 000 copias y con esto el grupo fue catalogado como el primer proyecto de música pop creado en chile que logró éxito masivo. En mayo de 2000 fueron las teloneras del grupo inglés Five en su concierto en Santiago.

### Segunda formación
A fines de 2001 y luego de que la líder y principal voz del trío, Coni Lewin, comunicara su decisión de renunciar al proyecto, los productores se decidieron por renovar la agrupación y convocaron a través de la Revista Miss 17 a un concurso para buscar a tres nuevas Supernova. Fue así como se reunieron a Claudia «Clau» González (n. 22 de diciembre de 1986), Constanza «Koni» Lüer (n. 5 de mayo de 1985) y Sabina «Sabi» Odone (n. 30 de octubre de 1984) y con ellas grabaron el segundo álbum de la banda titulado Retráctate, esta vez bajo el sello Sony Music, de este álbum se desprendió el primer corte «Herida» que logró gran rotación radial. Además con este disco lograron una nominación al Grammy Latino en su edición 2002 en la categoría «Mejor Álbum Pop Dúo o Grupo». Tras un año y medio, Stambuk y Heyne dan por «congelado» el grupo.

### Carreras solistas y reencuentros
Coni Lewin editó en 2002 un disco solista con su nombre como título y una promoción que abandonó al poco tiempo. Elisa Montes apareció luego en jingles, locuciones radiales y discos de otros músicos (como la banda sonora para la serie televisiva infantil Tikitiklip, para la cual la joven grabó voces en cuatro temas), además de dos grupos de rock: TNC y Espartaco.
Todas las integrantes de la segunda generación de Supernova se han mantenido vinculadas a la música de modo intermitente, Sabina Odone presentó el año 2008 un disco solista producido por Daniel Guerrero y Constanza Lüer se sumó en 2005 al grupo Divina, además en 2011 participó de un proyecto denominado Los iPop, el cual es una banda que solo útiliza iPads como instrumentos.
En 2005, para una premiación organizada por la emisora Rock and Pop, la formación original de la banda se reunió para realizar una participación especial. Dos años más tarde volvieron a reunirse esta vez para realizar una serie de presentaciones en vivo y en 2009 comunicaron el lanzamiento de un DVD, el cual celebraron su lanzamiento al mercado con un concierto. En 2011 se presentaron nuevamente en el Centro Cultural Amanda.
A partir del año 2013, la banda se vuelve vigente, solo que esta vez de la mano de Coni Lewin (de la primera formación) y Constanza Lüer (de la segunda formación). En principio, se reunió un trío con Elisa Montes, también de la primera formación, sin embargo, Montes decide formar parte de una banda de rock llamada Slowkiss.
La banda, ahora un dúo, se ha presentado en distintos lugares y clubes de distintas regiones, reviviendo éxitos. A pesar de solo volver a cantar éxitos pasados de canciones de las dos formaciones, Lewin y Lüer no han descartado lanzar nuevas canciones, a pesar de las presiones que eso implicaría. Sin embargo el 26 de agosto de 2020 confirmaron que el día 3 de septiembre de ese mismo año lanzarian una nueva canción titulada «Tan cerca» a través de Warner Music Chile, esta será su primera canción en diecinueve años.

## Discografía

### Álbumes de estudio
| Supernova                                                           | - Lanzamiento: 18 de diciembre de 1999 - Sello: BMG - Formatos: CD, Casete   | 1 | - CHI: 2× Platino |
| Retráctate                                                          | - Lanzamiento: 12 de mayo de 2002 - Sello: Sony Music - Formatos: CD, Casete | 4 | - CHI: Oro        |
| "—" significa que el álbum no fue lanzado o no apareció en la lista |                                                                              |   |                   |

### Sencillos
Tan cerca (2020)

| «Toda la noche»                                                        | 1999 | 26 |  | Supernova  |
| «Maldito amor»                                                         | 2000 | 1  |  | Supernova  |
| «Tú y yo»                                                              | 2000 | 3  |  | Supernova  |
| «Sin ti soy un fantasma»                                               | 2001 | 51 |  | Supernova  |
| «Herida»                                                               | 2002 | 8  |  | Retráctate |
| «Se te olvida»                                                         | 2002 | 33 |  | Retráctate |
| «Pocas palabras»                                                       | 2002 | 18 |  | Retráctate |
| "—" significa que la canción no fue lanzada o no apareció en la lista. |      |    |  |            |